# توموکی تاکامینه
توموکی تاکامینه (ژاپنی: 高嶺 朋樹؛ زادهٔ ۲۹ دسامبر ۱۹۹۷) یک بازیکن فوتبال اهل ژاپن است.
از باشگاه‌هایی که در آن بازی کرده‌است می‌توان به باشگاه فوتبال هوکایدو کونسادول ساپورو اشاره کرد.